# Пінді (Виру)
Пінді (ест. Pindi, виро Pindi) — село в Естонії, входить до складу волості Виру, повіту Вирумаа. До 2017 року входило до складу волості Ласва.